# Aleksandar Mitrović (polityk)
Aleksandar Mitrović (ur. 1933, zm. 2012) − polityk jugosłowiański, p.o. premiera SFJ.
W grudniu 1991 r. premier Ante Marković podał się do dymisji i Aleksandar Mitrović kierował do lipca 1992 r. ostatnim rządem Socjalistycznej Federacyjnej Republiki Jugosławii.